# الجزر العقادية

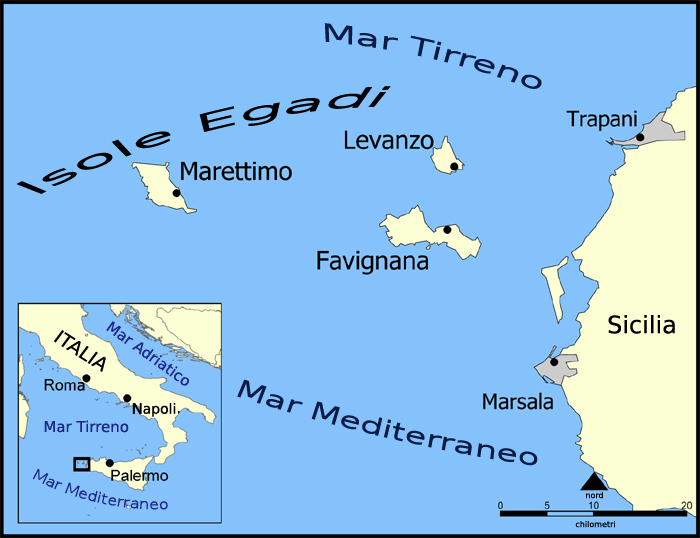
موقع الجزر العقادية

الجُزُر العِقَادِيّة (بالإيطالية: Isole Egadi)‏ جزر إيطالية تقع غرب جزيرة صقلية، وهي:
- جزيرة الراهب.
- جزيرة اليابسة.
- جزيرة مليطمة.